# São João do Monte
São João do Monte é uma vila portuguesa que foi sede da extinta Freguesia de São João do Monte do Município de Tondela, freguesia que tinha 48,41 km² de área e 862 habitantes (2011), e, assim, uma densidade populacional de 17,8 hab/km².
Com a reorganização administrativa de 2012/2013, foi integrada na então criada União das Freguesias de São João do Monte e Mosteirinho.
A povoação de São João do Monte foi elevada à categoria de vila em 1997.
Foi sede de concelho até 1855. Era constituído pelas freguesias de Mosteirinho e São João do Monte. Tinha, em 1801, 1 119 habitantes. Em 1836 foram-lhe anexadas as freguesias de Alcofra, Arca e Varzielas. Tinha, em 1849, 3 248 habitantes.

## População
| População da freguesia de São João do Monte | População da freguesia de São João do Monte | População da freguesia de São João do Monte | População da freguesia de São João do Monte | População da freguesia de São João do Monte | População da freguesia de São João do Monte | População da freguesia de São João do Monte | População da freguesia de São João do Monte | População da freguesia de São João do Monte | População da freguesia de São João do Monte | População da freguesia de São João do Monte | População da freguesia de São João do Monte | População da freguesia de São João do Monte | População da freguesia de São João do Monte | População da freguesia de São João do Monte |
| ------------------------------------------- | ------------------------------------------- | ------------------------------------------- | ------------------------------------------- | ------------------------------------------- | ------------------------------------------- | ------------------------------------------- | ------------------------------------------- | ------------------------------------------- | ------------------------------------------- | ------------------------------------------- | ------------------------------------------- | ------------------------------------------- | ------------------------------------------- | ------------------------------------------- |
| 1864                                        | 1878                                        | 1890                                        | 1900                                        | 1911                                        | 1920                                        | 1930                                        | 1940                                        | 1950                                        | 1960                                        | 1970                                        | 1981                                        | 1991                                        | 2001                                        | 2011                                        |
| 1 391                                       | 1 597                                       | 1 724                                       | 1 564                                       | 1 845                                       | 1 724                                       | 2 182                                       | 1 967                                       | 1 991                                       | 1 816                                       | 1 577                                       | 1 480                                       | 1 353                                       | 1 096                                       | 862                                         |

(No censo de 1864 figura Monte)
| Distribuição da População por Grupos Etários | Distribuição da População por Grupos Etários | Distribuição da População por Grupos Etários | Distribuição da População por Grupos Etários | Distribuição da População por Grupos Etários | Distribuição da População por Grupos Etários | Distribuição da População por Grupos Etários | Distribuição da População por Grupos Etários | Distribuição da População por Grupos Etários | Distribuição da População por Grupos Etários |
| -------------------------------------------- | -------------------------------------------- | -------------------------------------------- | -------------------------------------------- | -------------------------------------------- | -------------------------------------------- | -------------------------------------------- | -------------------------------------------- | -------------------------------------------- | -------------------------------------------- |
| Ano                                          | 0-14 Anos                                    | 15-24 Anos                                   | 25-64 Anos                                   | > 65 Anos                                    |                                              | 0-14 Anos                                    | 15-24 Anos                                   | 25-64 Anos                                   | > 65 Anos                                    |
| 2001                                         | 147                                          | 134                                          | 547                                          | 268                                          |                                              | 13,4%                                        | 12,2%                                        | 49,9%                                        | 24,5%                                        |
| 2011                                         | 64                                           | 97                                           | 456                                          | 245                                          |                                              | 7,4%                                         | 11,3%                                        | 52,9%                                        | 28,4%                                        |

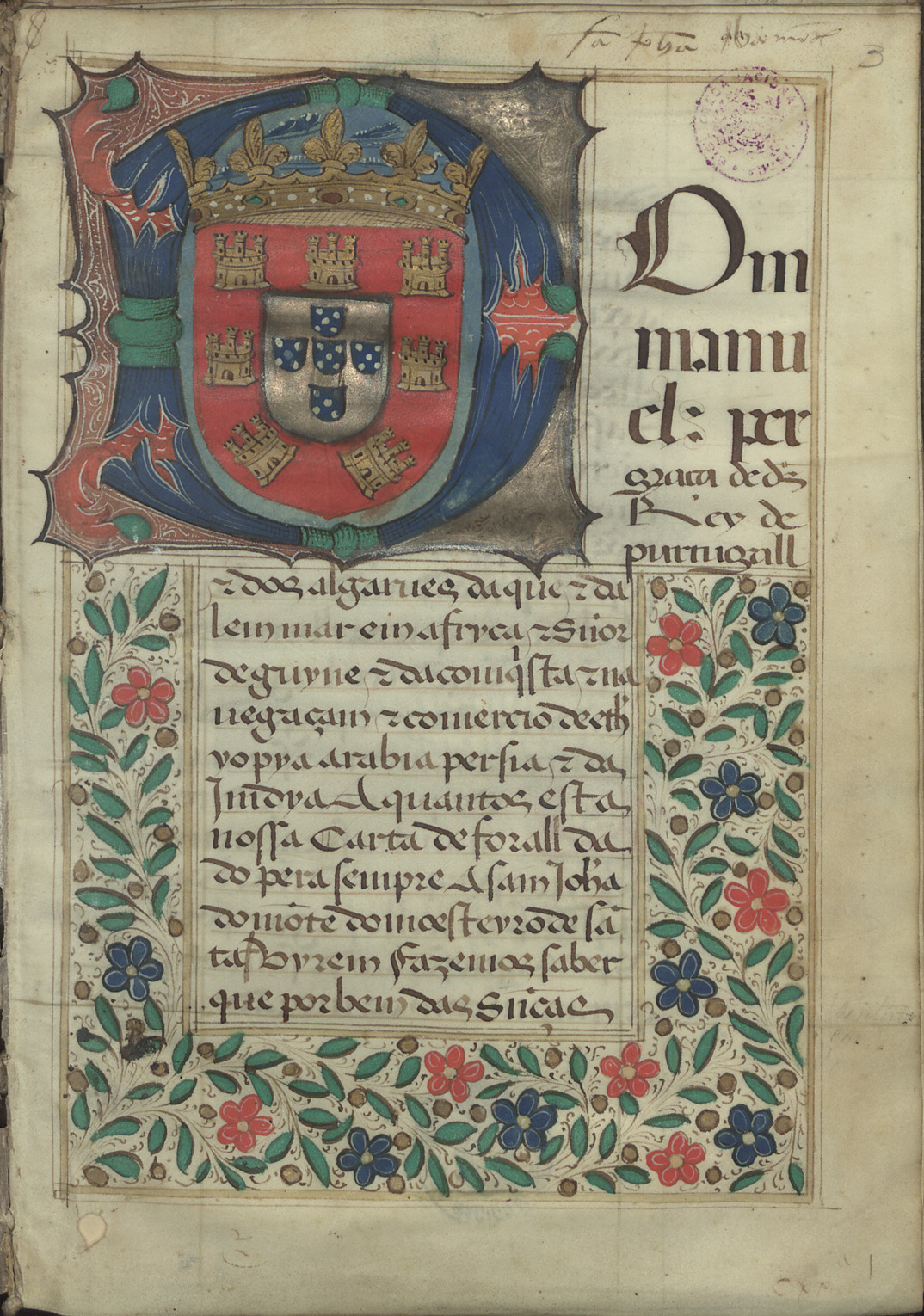
Foral de São João do Monte (1514)

Média do País no censo de 2001:  0/14 Anos-16,0%; 15/24 Anos-14,3%; 25/64 Anos-53,4%; 65 e mais Anos-16,4%
Média do País no censo de 2011:   0/14 Anos-14,9%; 15/24 Anos-10,9%; 25/64 Anos-55,2%; 65 e mais Anos-19,0%

## Património
- Pelourinho de São João do Monte
- Ponte Romana
- Igreja de São João Baptista (matriz)
- Capelas das Almas, da Senhora da Visitação e da Senhora do Despacho
- Praia fluvial
- Anta do Chão da Mamoa
- Mamoa e Anta de Espinho
- Ponte romana